# Epimeredi
Epimeredi é um género botânico pertencente à família Lamiaceae.

## Espécies
| - Epimeredi candicans - Epimeredi indicus - Epimeredi inodorus - Epimeredi malabaricus | - Epimeredi moschatus - Epimeredi salviifolius - Epimeredi secundus |